# Estação Charles de Gaulle - Étoile
Charles de Gaulle - Étoile é uma estação das linhas 1, 2 e 6 do Metrô de Paris localizada na Praça Charles de Gaulle. A estação também atende o trem suburbano da Linha A do RER que atende a região de Île-de-France. Originalmente chamada Étoile, está localizada no limite dos 8º, 16º e 17º arrondissements de Paris.

## História
A estação Étoile foi inaugurada apenas em 1 de setembro de 1900 após a linha 1; pela primeira vez, os trens passavam sem parar.
A estação Étoile sucedeu a estação terminal do tramway Paris - Saint-Germain, que encerrou suas operações em 1935. Ela leva o seu nome da place de l'Etoile, conforme era designada na época.
Em 21 de fevereiro de 1970, logo após a abertura do RER, a estação, como o lugar, mudou de nome e agora é conhecido como Charles de Gaulle - Étoile em homenagem ao presidente francês, Charles de Gaulle.
Em 2012, 9 037 623 passageiros entraram nesta estação. Ela viu entrar 9 067 635 passageiros em 2013, o que a coloca na 22ª posição das estações de metrô por sua frequência.

## Serviços aos Passageiros

### Acessos
A estação tem vários acessos:
- Acesso 1: Champs-Élysées: avenue des Champs-Élysées, lado par
- Acesso 2: Avenue de Friedland: ângulo place Charles de Gaulle / avenue de Friedland, lado par
- Acesso 3: Avenue Victor-Hugo
- Acesso 4: Avenue Hoche: place Charles-de-Gaulle (ângulo avenue de Wagram, lado ímpar)
- Acesso 5: Avenue de Wagram: place Charles-de-Gaulle (ângulo avenue de Wagram, lado par)
- Acesso 6: Avenue Carnot-Parc Auto: avenue Carnot, lado par
- Acesso 7: Avenue Carnot: avenue Carnot, lado ímpar
- Acesso 8: Avenue de la Grande Armée: avenue de la Grande-Armée, lado par
- Acesso 9: Rue de Presbourg: avenue de la Grande-Armée, lado ímpar
- Acesso 10: Avenue Foch-Parc Auto: avenue Foch, lado ímpar
- Acesso 11: Rue Beaujon: avenue de Wagram, lado ímpar

### Plataformas
As plataformas da linha 1, em ligeira curva para o oeste, são de configuração padrão: duas em número, elas são separadas pelas vias do metrô e a abóbada é elíptica. A decoração é do estilo usado pela maioria das estações de metrô: as faixas de iluminação são brancas e arredondadas no estilo "Gaudin" da renovação do metro da década de 2000, e as telhas em cerâmica brancas biseladas recobrem os pés-direitos, a abóbada, os tímpanos e as saídas dos corredores. Os quadros publicitários são em cerâmicas brancas e o nome da estação é inscrito em caracteres fonte Parisine em painéis com retro-iluminação incorporados em grande parte em caixões de madeira. As plataformas são equipadas com assentos "Akiko" de cor bordô e portas de plataforma.
A estação da linha 2, em ligeira curva, também é de disposição clássica sob uma abóbada elíptica. Por outro lado, ao contrário da linha 1, ela manteve o seu estilo "Mouton-Duvernet" dos anos 1970 com pés-direitos e tímpanos recobertos com telhas em dois principais tons de laranja colocados verticalmente e alinhados, uma abóbada revestida e pintada em branco e faixas luminosas características deste estilo decorativo. Os quadros publicitários são metálicos e o nome da estação é escrito em fonte Parisine em placas esmaltadas. Os assentos "coque", características do estilo "Motte", são de cor vermelha.
O terminal da linha 6 forma um circuito sob a praça com uma estação contígua à da linha 1, constituída de uma plataforma estreita à esquerda do trem para o desembarque dos passageiros e outra mais larga à direita para o embarque, de acordo com a solução espanhola. Por causa desta restrição, é apenas um terminal "comercial" e os trens partem imediatamente depois para fazer uma parada prolongada ligada por regulação na estação Kléber, que desempenha o papel de terminal. Como a estação da linha 2, as plataformas são dispostas em estilo "Mouton" com telhas laranjas apresentando no entanto mais nuances, alinhadas vertical e horizontalmente nos pés-direitos e nos tímpanos, bem como uma abóbada elíptica pintada em branco e uma faixa de iluminação típica desta decoração. Um segundo sistema de iluminação composto por tubos parcialmente ocultos ilumina as publicidades com estruturas de metal cinza, presentes apenas na plataforma de desembarque, e o nome da estação está em letras maiúsculas em placas esmaltadas. Como na linha 2, os assentos "Motte" são vermelhos, mas apenas dispostos na plataforma de embarque.

### Intermodalidade
Ela é servida pelas linhas de ônibus 22, 30, 31, 52, 73, 92 e 341 da rede de ônibus RATP, além da linha de vocação turística OpenTour. Além disso, à noite, é servida pelas linhas N11, N24, N53, N151 e N153 do Noctilien. Finalmente, a estação é servida pela linha 1 da rede de ônibus Le Bus Direct para o Aeroporto de Paris-Orly e a linha 2 para o Aeroporto de Paris-Charles-de-Gaulle.

## Galeria

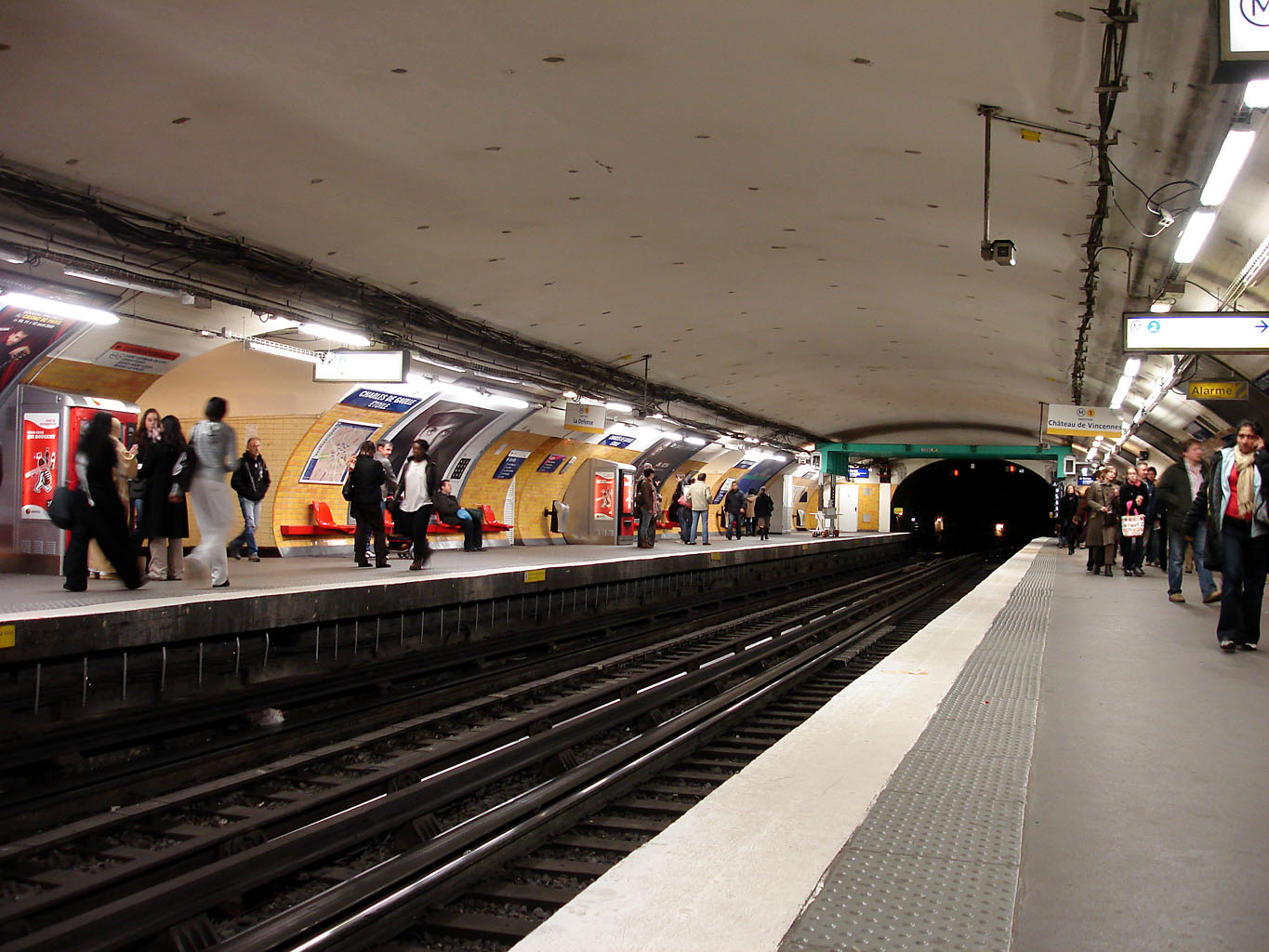
As plataformas da linha 1 durante os trabalhos de renovação.
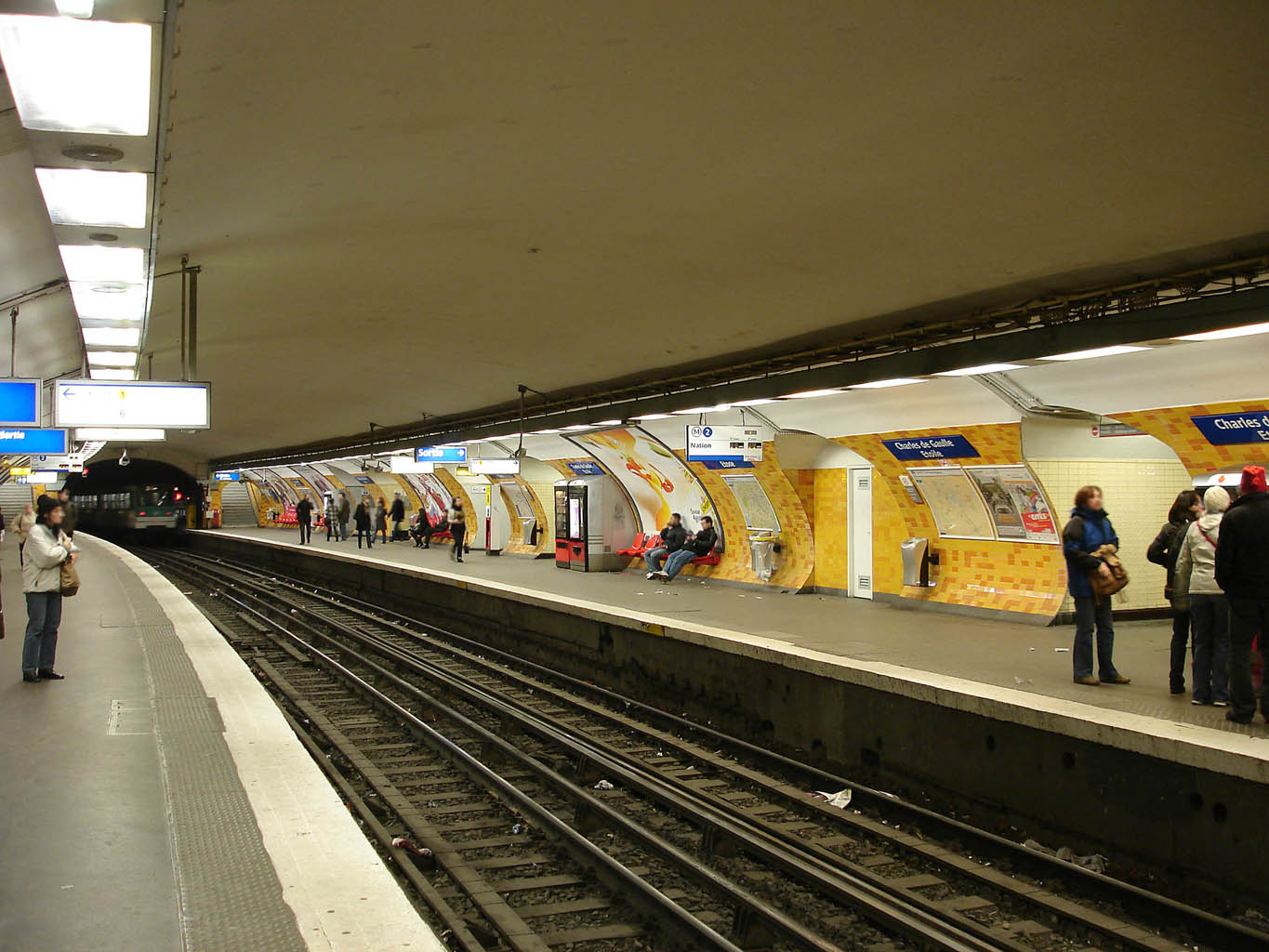
As plataformas da linha 2.
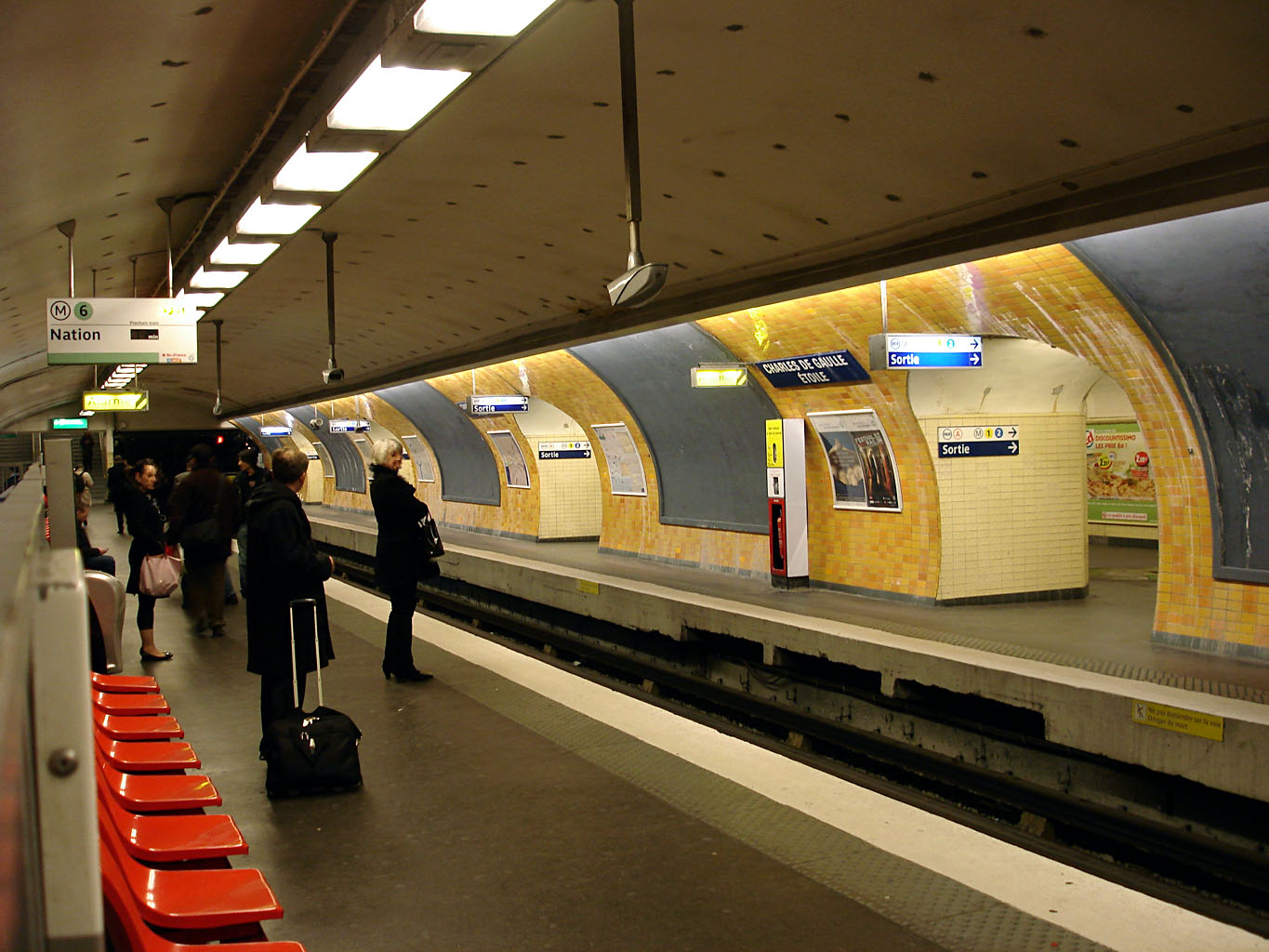
As plataformas da linha 6.